# Lipkovo
Lipkovo (en macédonien : Липково  ; en albanais : Likova) est une commune du nord de la Macédoine du Nord. Elle comptait 22 308 habitants en 2021 et s'étend sur 267,82 km2. Elle se caractérise par une population très majoritairement albanaise. C'est une commune rurale, frontalière du Kosovo et de la Serbie. Elle est située dans le massif de la Skopska Crna Gora dans sa moitié occidentale, et s'étend à l'est dans la vallée du Žegligovo.
Son territoire est limitrophe de ceux des communes macédoniennes de Čučer-Sandevo, Skopje, Aračinovo et Kumanovo ainsi que du Kosovo et de la Serbie.
La principale curiosité de la commune est le monastère de Matejče, du XIVe siècle. Lipkovo possède aussi deux lacs artificiels, le lac de Lipkovo et le lac de Glažnja.

## Localités de la commune de Lipkovo
En plus de son chef-lieu, Lipkovo, la commune de Lipkovo compte 21 localités :
- Alachevtsé
- Belanovtsé
- Baksintsé
- Vichtitsa
- Glajnya
- Gochintsé
- Doumanovtsé
- Zlokoukyané
- Izvor
- Loyané
- Mateytché
- Nikouchtak
- Opaé
- Orizari
- Otlya
- R'nkovtsé
- Ropaltsé
- Rounitsa
- Slouptchané
- Straja
- Strima

## Démographie
Lors du recensement de 2002, la commune comptait :
- Albanais : 26 379 (97,42 %)
- Serbes : 318 (1,37 %)
- Macédoniens : 213 (0,63 %)
- Bosniaques : 5 (0,02 %)
- Valaques : 1 (0 %)
- Autres : 142 (0,56 %)